# L'incantevole Creamy
L'incantevole Creamy (魔法の天使クリィミーマミ?, Mahō no tenshi Kurīmī Mami, lett. "L'angelo della magia Creamy Mami") è una serie televisiva anime di genere mahō shōjo, prodotta dallo Studio Pierrot e diretta da Osamu Kobayashi. È il primo anime della cosiddetta saga delle maghette prodotta dallo Studio Pierrot, seguita da Evelyn e la magia di un sogno d'amore.
La storia si incentra su Yū Morisawa, una bambina che, grazie a un medaglione magico ricevuto da un folletto, si trasforma in una bellissima adolescente e diventa un’icona della canzone pop giapponese con il nome Creamy Mami.
La serie, composta da 52 episodi, è stata trasmessa in Giappone su Nippon Television dal 1º luglio 1983 al 29 giugno 1984; mentre in Italia, dov'è considerata una delle serie animate di maggior successo, è stata trasmessa su Italia 1 dal 5 febbraio al 1º giugno 1985. Dall'anime è stato tratto un manga, distribuito in Giappone dalla Kōdansha parallelamente alla trasmissione dell'anime, oltre a quattro OAV.

## Trama
(Formula magica di Creamy Mami)
Yū Morisawa è una bambina vivace, fantasiosa e piena di sogni che un giorno scorge nel cielo un'arca di cristallo, sulla quale viaggia il folletto PinoPino, proveniente dal pianeta Stella Piumata. Per ringraziarla di aver liberato l'arca da una tempesta di sogni, il folletto dona a Yū un medaglione magico a forma di portacipria, che però lei dovrà restituire dopo un anno; prima di ripartire lascia inoltre sulla Terra due creature del suo mondo dalle sembianze di gattini, Posi e Nega, perché veglino su Yū aiutandola a usare i suoi nuovi poteri.
La sera stessa infatti, seguendo le indicazioni di Posi e Nega, Yū estrae dal medaglione una bacchetta con cui, tramite una formula magica, si trasforma in una bellissima ragazza di 16 anni. Il giorno seguente, trasformata nella bella adolescente, Yū si imbatte casualmente nel produttore discografico Jingle Pentagramma che, folgorato dalla sua bellezza, la trascina all'interno di un programma televisivo per sostituire la cantante Duenote Ayase; costretta a scegliersi un nome, la ragazza opterà per Creamy, in omaggio al negozio di crêpe dei genitori, il Creamy Crêpe. L'esibizione si rivela un successo e Yū, pur non interessata alla celebrità, finirà per cedere alle soffocanti preghiere del produttore, diventando nelle vesti di Creamy un’icona della canzone pop giapponese. Inizia così per la ragazza una vera e propria doppia vita, complicata dal fatto che, pena la perdita immediata dei poteri, non può rivelare a nessuno la sua duplice identità e si trova così costretta a mentire a genitori e amici, tra cui Toshio, il ragazzo di cui è da sempre invaghita e che, paradossalmente, diventerà il fan numero uno della 'dolcissima Creamy'.
Alla vigilia di Natale però, durante la partecipazione di Creamy a un festival, Toshio assiste involontariamente alla trasformazione di Yū; la bacchetta magica perde completamente i suoi poteri, impedendo alla ragazza di tornare a essere Yū. A salvare la situazione interverranno Posi e Nega, contattando PinoPino, il quale torna con l'arca e preleva i due ragazzi; il folletto spiega a Toshio che, scoprendo il segreto di Creamy, ha acquisito automaticamente la possibilità di esprimere un desiderio, che il ragazzo sfrutta per restituire a Yū le sue sembianze originali. La carriera di Creamy sembra così apparentemente conclusa finché, il primo giorno del nuovo anno, Yū e Toshio vengono trasportati nuovamente sull’arca; qui PinoPino comunica segretamente al ragazzo che, se accetta di cancellare dalla sua mente il ricordo che Yū e Creamy sono la stessa persona, intende ridare a Yū i poteri magici; Toshio acconsente e l’amica riceve una nuova bacchetta a forma di stella cadente, grazie alla quale Creamy può quindi riapparire al suo pubblico, ricominciando la sua frenetica attività di cantante.
Giunti quasi al termine dell'anno concesso da PinoPino, Posi e Nega informano Yū che Creamy scomparirà esattamente la sera del 30 giugno e la ragazza, costretta a destreggiarsi nel declinare gli impegni a lungo termine, riesce a far organizzare un grande concerto per il suo primo anno di carriera il 29 giugno, proprio nel grande ippodromo centrale dove aveva ricevuto i poteri magici. Quella sera Creamy dà il meglio di sé, proponendo ai suoi fan uno spettacolo fantastico finché, prima dell’ultima canzone, PinoPino la richiama sull'arca per riavere il medaglione, perché nel frattempo Toshio ha recuperato la memoria. Solo le pressanti richieste di Posi e Nega, ma soprattutto il pubblico che reclama la sua idol, faranno decidere a PinoPino di lasciar cantare a Creamy l’ultima canzone, quella del suo debutto, che il folletto accompagna con meravigliosi effetti speciali creati magicamente dall’arca stessa. La ragazza termina la performance congedandosi dal suo pubblico e ringraziando tutti, sotto gli occhi esterrefatti del produttore, del manager e dell'intero staff, ignari del perché di quel saluto, per poi scomparire in un arcobaleno di luci, lasciando un indelebile ricordo e una malinconia immensa. La serie si chiude con l'immagine di Yū e Toshio che si allontanano sotto la pioggia dopo aver visto ripartire l'arca.

## Personaggi

### Personaggi principali
Yū Morisawa (森沢 優?, Morisawa Yū) / Creamy Mami (クリィミーマミ?, Kurīmī Mami, in Italia solo Creamy)
Doppiata da: Takako Ohta (ed. giapponese), Donatella Fanfani / Cristina D'Avena (canto) (ed. italiana)
La protagonista della serie. Bambina di 10 anni curiosa, vivace e altruista, con "l'argento vivo addosso", come la definisce il padre, è la "disperazione" della madre che la vede sempre troppo maschiaccio. Da sempre ha una cotta per il compagno di giochi Toshio, che conosce sin da quando erano piccoli. L'ideogramma del nome della protagonista corrisponde al significato di gentilezza. Creamy Mami è la controparte magica di Yū. Diventa per caso "il magico angelo della canzone"; nessuno conosce e dovrà conoscere la sua vera identità.
Toshio Ōtomo (大伴 俊夫?, Ōtomo Toshio)
Doppiato da: Yū Mizushima (ed. giapponese), Raffaele Farina (ed. italiana)
Ragazzo di 14 anni, amico di infanzia di Yū e grandissimo fan di Creamy Mami. Sebbene fatichi ad ammetterlo anche a se stesso, in realtà prova dei sentimenti per Yū.
Midori Kisaragi (如月 みどり?, Kisaragi Midori)
Doppiato da: Masahiro Anzai (ed. giapponese), Enrico Maggi (ed. italiana)
Il migliore amico e compagno di classe di Toshio. Simpatico ragazzone in carne e molto timido, vorrebbe conquistare il cuore di Yū, ma alla fine decide di rinunciare perché ha capito che Yu è innamorata di Toshio, ma nonostante tutto decide di restare suo amico.
Posi (ポジ?, Poji) & Nega (ネガ?, Nega)
Doppiati da: Yūko Mita e Kaneta Kimotsuki (ed. giapponese), Lidia Costanzo e Graziella Porta (ed. italiana)
Due creature aliene provenienti dal pianeta Feather Star (Stella Piumata) dalle sembianze di micini, la prima di colore bianco e rosa dagli occhi azzurri, il secondo bianco e verde-acqua dagli occhi rosa. Hanno il compito di aiutare Yū per l'uso dei suoi poteri. "Posi" e "Nega" significano rispettivamente proprio positivo e negativo rispecchiando i singoli caratteri: dolce consolatorio il primo e pessimista irascibile il secondo.
PinoPino (ピノピノ?, Pinopino)
Doppiato da: Seiko Nakano (ed. giapponese), Gianfranco Gamba (ed. italiana)
Un folletto-alieno del pianeta Feather Star (Stella Piumata) che conferisce i poteri a Yū.

### Altri personaggi
Natsume Morisawa (森沢 なつめ?, Morisawa Natsume, in Italia Candida Morisawa)
Doppiata da: Mika Doi (ed. giapponese), Milena Albieri (ed. italiana)
La madre di Yū, che gestisce col marito la creperia Creamy Crêpe; giovanile, romantica e sportiva al volante, è spesso irascibile. Sembra essere lei in casa il vero capo-famiglia.
Tetsuo Morisawa (森沢 哲夫?, Morisawa Tetsuo, in Italia Filippo Morisawa)
Doppiato da: Akira Murakami (ed. giapponese), Enrico Carabelli (ed. italiana)
Il padre di Yū, che gestisce con la moglie la creperia Creamy Crêpe; placido, gioviale e un po' sbadato, si fa molto spesso sottomettere dalle impetuose decisioni della moglie.
Shingo Tachibana (立花 慎悟?, Tachibana Shingo, in Italia Jingle Pentagramma)
Doppiato da: Kazuhiko Inoue (ed. giapponese), Antonello Governale (ed. italiana)
Il presidente della Parthenon Production, etichetta musicale di Mami e Megumi. Tipico produttore nevrotico e dalle grandi ambizioni, a volte un po' narciso, è sempre vittima di enormi schiaffoni da parte di Megumi, a causa delle sue maggiori attenzioni per Mami.
Megumi Ayase (綾瀬 めぐみ?, Ayase Megumi, in Italia Duenote Ayase)
Doppiata da: Saeko Shimazu (ed. giapponese), Lisa Mazzotti / Cristina D'Avena (canto) (ed. italiana)
La collega-nemica di Creamy Mami. Innamorata da sempre del suo produttore Shingo, ma poco corrisposta, poiché le preferisce Creamy.
Hayato Kidokoro (木所 隼人?, Kidokoro Hayato)
Doppiato da: Sukekiyo Kameyama (ed. giapponese), Antonio Paiola (ed. italiana)
Il manager di Mami e Megumi, viene il più delle volte chiamato semplicemente "manager Kidokoro" (木所マネージャー?, Kidokoro manējā). Costantemente sottoposto alle ire di Shingo, è tanto pasticcione quanto simpatico.
Mamoru Hidaka (日高 守?, Hidaka Mamoru)
Doppiato da: Naomi Zinbo (ed. giapponese), Paolo Torrisi (ed. italiana)
Un compagno di classe di Yū. Bambino venuto da Hokkaidō, sembra essere ancora in grado di ascoltare i segnali della natura in quanto cresciuto in una delle regioni nipponiche rimaste incontaminate dalla vita moderna e legata ai propri gusti tradizionali.
Joe Snake (スネークジョー?, Sunēku Jō, in Italia Joe Serpe)
Doppiato da: Takashi Nakaki (ed. giapponese), Federico Danti (ed. italiana)
È un giornalista senza scrupoli che cerca di scoprire la vera identità di Creamy Mami; infine si redimerà sposando una brava ragazza e mettendo su con lei un chiosco di street food giapponese (probabilmente okonomiyaki).

## Media

### Anime
L'anime, prodotto dallo Studio Pierrot, è composto da 52 episodi, andati in onda su Nippon Television dal 1º luglio 1983 al 29 giugno 1984. La serie è stata creata per promuovere Takako Ohta, una cantante idol adolescente, che viene appunto rappresentata nell'omonimo personaggio, a cui tra l'altro presta la voce; la sigla di apertura è infatti il suo vero singolo di debutto. Questo si rivelò un grande successo e l'opera viene considerata il pioniere di una strategia di marketing, il "media mix". Gli episodi sono stati pubblicati prima in VHS e poi in DVD e Blu-ray; a partire dall'agosto 2006, sono disponibili on demand sulla piattaforma GyaO.
In Italia è stato acquistato da Mediaset ed è stato trasmesso su Italia 1 dal 5 febbraio al 1º giugno 1985 all'interno del contenitore I Cartonissimi (spin-off della trasmissione Bim Bum Bam). La serie ottenne un successo notevole, venendo successivamente molto replicata. Il 1º luglio 2013, in occasione del 30º anniversario, sono stati proposti eccezionalmente i primi tre episodi su Boing, nonostante la serie non fosse in programmazione.
La versione italiana non presenta gravi censure e mantiene quasi tutti i nomi originali dei personaggi, ad eccezione di Shingo Tachibana (cambiato in Jingle Pentagramma), Megumi Ayase (Duenote Ayase), Natsume Morisawa (Candida Morisawa), Tetsuo Morisawa (Filippo Morisawa) e Joe Snake (Joe Serpe). Per il nome della protagonista, invece, è stato usato solamente "Creamy", che in realtà era l'aggettivo (cremosa, dolcissima), al posto del vero nome proprio, Mami. La Yamato Video ha distribuito i DVD raccolti in due cofanetti, mentre la De Agostini ha pubblicato i singoli dischi nelle edicole nel 2008.

#### Colonna sonora
La sigla italiana, scritta da Alessandra Valeri Manera con la musica di Giordano Bruno Martelli e interpretata da Cristina D'Avena, presenta un arrangiamento completamente diverso dalle originali e viene usata sia in apertura che in chiusura.
Sigla di apertura
- Delicate ni sukishite (デリケートに好きして?), di Takako Ōta

Sigla di chiusura
- Pajama no mama de (パジャマのままで?), di Takako Ōta (ep. 1-26, 52)
- LOVE sarigenaku (ＬＯＶＥさりげなく?), di Takako Ōta (ep. 27-51)

Sigla di apertura e di chiusura italiana
- L'incantevole Creamy, di Cristina D'Avena

Le sette canzoni di Creamy Mami sono cantate nella versione originale dalla doppiatrice Takako Ōta. Nell'edizione italiana sei sono cantate da Cristina D'Avena con i testi di Alessandra Valeri Manera. L'adattamento italiano è avvenuto solo a livello di testi, mentre le musiche sono quelle originali giapponesi. Inoltre anche Megumi (Duenote) ha una sua canzone e nell'edizione italiana è stata eseguita ancora una volta dalla D'Avena. All'epoca in Italia non si credette nella riuscita commerciale di un disco monografico (cosa che invece avvenne qualche mese dopo con la serie Kiss Me Licia) e non se ne fece niente. La serie fu esportata in Francia nel 1988 (acquistata dall'Italia) e qui fecero uscire l'album con tutte le canzoni di Creamy Mami su LP/MC (comprensivo dell'adattamento francese della sigla italiana, insieme alla pubblicazione della sua versione strumentale), insieme alla prima messa in onda francese. In Italia, anche dopo aver capito del potenziale dei dischi monografici, non fu mai fatto uscire un disco relativo alla serie, perché ormai il titolo non rappresentava più una novità. In tempi più recenti, ad anni di distanza dalla sua prima messa in onda, gli addetti ai lavori hanno comunicato che non c'erano più i diritti per la pubblicazione, facendo così definitivamente sfumare l'opportunità di un disco italiano di tutte le canzoni di Mami, nella loro versione originale.

#### Canzoni
- Delicate ni sukishite (デリケートに好きして? lett. "Amami delicatamente")

Il titolo italiano è Dimmi che mi ami teneramente o Amami con tenerezza e in SIAE è stata depositata con quest'ultimo titolo. È la canzone con cui Creamy Mami debutta, nonché sigla di apertura originale e tema dell'intero anime. In giapponese è cantata da Takako Ōta, mentre in italiano da Cristina D'Avena.
- Pajama no mama de (パジャマのままで? lett. "In pigiama")

Il titolo italiano non è mai stato comunicato, ma in SIAE è stata depositata come Angelo. È una delle canzoni meno eseguite da Creamy Mami, nonché prima sigla di chiusura originale. In giapponese è cantata da Takako Ōta, mentre in italiano da Cristina D'Avena.
- LOVE sarigenaku (ＬＯＶＥさりげなく? lett. "Amore disinvolto")

Il titolo italiano è Senz'altro amore, Nonchalance Love o Illusional Love, ma in SIAE è stata depositata come Sogni. Seconda sigla di chiusura originale. In giapponese è cantata da Takako Ōta, mentre in italiano da Cristina D'Avena.
- BIN · KAN Rouge (ＢＩＮ・ＫＡＮルージュ? lett. "Rossetto delicato")

Il titolo italiano è Rossetto delicato, ma in SIAE è stata depositata come Felicità. In giapponese è cantata da Takako Ōta, mentre in italiano da Cristina D'Avena.
- Beautiful Shock (美衝撃（ビューティフル・ショック）? lett. "Bellissima emozione")

Il titolo italiano non è mai stato comunicato, ma in SIAE è stata depositata come Mia favola. Sigla di chiusura del primo OAV. In giapponese è cantata da Takako Ōta, mentre in italiano da Cristina D'Avena.
- Sasayaite Je t'aime (囁いてジュテーム ｰＪｅ ｔ'ａｉｍｅｰ? lett. "Sussurrando ti amo")

In giapponese è cantata da Takako Ōta, mentre in italiano non è mai stata incisa ma solamente tradotto il testo. In SIAE è depositata come Tu lo sai che t'amo. Nell'edizione italiana dell'anime è stata sostituita con Sorriso. Il brano è stato cantato da Cristina D'Avena e reso pubblico per la prima volta il 5 novembre 2023 al concerto Sognando Creamy del Lucca Comics & Games.
- Yū no Creamy Mami (優のクリィミーマミ? lett. "La buona Creamy Mami" o "Creamy Mami di Yu")

Il titolo italiano non è mai stato comunicato, ma in SIAE è stata depositata come Sorriso. In giapponese è cantata da Takako Ōta, mentre in italiano da Cristina D'Avena.
- Last Kiss de GOOD LUCK! (ラストキッスでＧＯＯＤ ＬＵＣＫ！? lett. "L'ultimo bacio di buona fortuna")

Il titolo italiano è Un ultimo bacio e buona fortuna, ma in SIAE è stata depositata come Good Luck!. È la canzone di Megumi/Duenote. In giapponese è cantata da Saeko Shimazu, mentre in italiano sempre da Cristina D'Avena.

### Manga

Copertina del primo volume dell'edizione italiana

In contemporanea alla trasmissione dell'anime, tra il 1983 e il 1984, è stato pubblicato in Giappone sulla rivista Carol un adattamento manga in due tankōbon editi dalla Kōdansha. Scritta da Kazunori Itō e disegnata da Yuko Kitagawa, l'opera ha ricevuto diverse ristampe.
In Italia, è stato pubblicato per la prima volta sulla rivista Corriere dei Piccoli dal 24 marzo 1985 in una edizione colorata dal titolo Creamy Mami e con la lettura ribaltata rispetto all'originale. Una seconda edizione è stata pubblicata nella rivista Amici il 1º agosto 1999, mentre la terza, sempre a cura della Star Comics, è stata pubblicata il 17 aprile e il 17 maggio 2017 in due volumi fedeli all'originale. Il 27 gennaio 2021, in occasione dell'uscita in Italia del numero 1 dello spin-off, la Star Comics pubblica in volume unico tutto il manga.

#### Volumi
| Nº | Data di prima pubblicazione | Data di prima pubblicazione | Data di prima pubblicazione |
| Nº | Giapponese                  | Giapponese                  |                             |
| -- | --------------------------- | --------------------------- | --------------------------- |
| 1  | 24 marzo 1984               | ISBN 9784061055032          |                             |
| 2  | 26 luglio 1984              | ISBN 9784061055063          |                             |

#### Spin-off
Dal 21 dicembre 2018, viene pubblicato sul sito web Comic Tatan della casa editrice Coamix un manga spin-off della serie dal titolo Creamy Mami - La principessa capricciosa (魔法の天使クリィミーマミ 不機嫌なお姫様?, Mahō no tenshi Creamy Mami: Fukigen na ohime-sama), realizzato da Emi Mitsuki e con protagonista Duenote. I tankōbon vengono pubblicati in Giappone dal 20 giugno 2019 dalla casa editrice Takeshobo e in Italia dal 27 gennaio 2021 dalla casa editrice Star Comics.
| Nº | Data di prima pubblicazione | Data di prima pubblicazione | Data di prima pubblicazione |
| Nº | Giapponese                  | Giapponese                  | Italiano                    |
| -- | --------------------------- | --------------------------- | --------------------------- |
| 1  | 20 giugno 2019              | ISBN 978-4-8019-6644-4      | 27 gennaio 2021             |
| 2  | 20 novembre 2019            | ISBN 978-4-8019-6799-1      | 21 aprile 2021              |
| 3  | 20 maggio 2020              | ISBN 978-4-8019-6962-9      | 21 luglio 2021              |
| 4  | 20 febbraio 2021            | ISBN 978-4-8019-7221-6      | 24 novembre 2021            |
| 5  | 20 agosto 2021              | ISBN 978-4-8019-7407-4      | -                           |

### OAV
Oltre alla serie televisiva, dal 1984 al 1986 sono stati prodotti 4 OAV, di cui due trasmessi anche in Italia. Sono usciti in DVD molto dopo la loro produzione, inseriti come bonus nella pubblicazione dei BOX della serie. Creamy Mami inoltre compare in Mahō no tenshi Creamy Mami VS Mahō no princess Minky Momo: Gekijō no daikessen (魔法の天使クリィミーマミＶＳ魔法のプリンセスミンキーモモ 劇場の大決戦?), un corto uscito il 15 giugno 1985 in cui appare al fianco di Minky Momo della serie Il magico mondo di Gigì, in Adesugata Mahō no san-nin musume (艶姿 魔法の三人娘?), mediometraggio del 1986 insieme a Persha e Magical Emi, e in Majocco Club: Alien X - Terrore dalla dimensione A (魔女っ子クラブ４人組 Ａ空間からのエイリアンＸ?), un team-up del 1987 in cui sono presenti anche le altre tre eroine della Pierrot (Evelyn, Emi e Sandy).
Il ritorno di Creamy
L'incantevole Creamy - Il ritorno di Creamy (魔法の天使クリィミーマミ 永遠のワンスモア? Mahō no tenshi Creamy Mami: Eien no Once More) è il primo OAV della serie, distribuito in Giappone il 28 ottobre 1984. È stato adattato anche in un anime comic (ISBN 4-06-105510-0) da Kei Kazuna. In Italia è stato acquistato da Mediaset ed è stato trasmesso su Italia 1 il 29 dicembre 1985 per intero durante la prima visione, mentre nelle repliche è stato diviso in quattro episodi da 16 minuti e mezzo. Nel 2006 la Yamato Video ha pubblicato il DVD con un nuovo doppiaggio, le sigle e le altre canzoni originali (quindi non in versione italiana di Cristina D'Avena) e dei pochi nomi che furono cambiati nella serie vengono ripristinati quelli originali.
La trama è ambientata dopo la fine della serie principale e vede un ritorno sulle scene di Creamy Mami, a distanza di due mesi dal suo ultimo concerto. La sigla di apertura è sempre Delicate ni sukishite (デリケートに好きして?), quella di chiusura è Beautiful Shock (美衝撃（ビューティフル・ショック）?), entrambe di Takako Ōta.
Lovely Serenade
Mahō no tenshi Creamy Mami: Lovely Serenade (魔法の天使クリィミーマミ ラブリーセレナーデ?) è il secondo OAV della serie, distribuito in Giappone il 28 marzo 1985. In Italia è inedito.
La trama vede il personaggio di Yū commentare i videoclip musicali di Creamy Mami, presentando le sette canzoni della serie principale più una nuova dal titolo Anata ni ichiban kiku kusuri (あなたに一番効く薬?), cantata come sempre da Takako Ōta, che fa anche da sigla di chiusura.
Il lungo addio
L'incantevole Creamy - Il lungo addio (魔法の天使クリィミーマミ ロング・グッドバイ? Mahō no tenshi Creamy Mami: Long Goodbye) è il terzo OAV della serie, distribuito il 15 giugno 1985 per l'home video e proiettato nei cinema nipponici il 3 agosto dello stesso anno. È stato adattato anche in un anime comic da Kaoru Takashi il 20 luglio dello stesso anno per l'etichetta Tokuma Shoten Animage Comic Wide. In Italia è stato acquistato da Mediaset ed è stato trasmesso su Italia 1 il 5 gennaio 1986. Nel 2006 la Yamato Video ha pubblicato il DVD con un nuovo doppiaggio, le sigle e le altre canzoni originali (quindi non in versione italiana di Cristina D'Avena) e dei pochi nomi che furono cambiati nella serie vengono ripristinati quelli originali.
La trama è ambientata dopo il primo OAV Il ritorno di Creamy. La sigla di apertura è Heart no SEASON (ハートのＳＥＡＳＯＮ?), quella di chiusura è Girls Talk (ガールズ・トーク?), entrambe cantate da Takako Ōta. Basato su una storia interna all'episodio, inoltre, è uscito un gioco per PC-9800 intitolato Mahō no tenshi Creamy Mami: Futatsu no sekai no monogatari (魔法の天使クリィミーマミ 二つの世界の物語?).
Curtain Call
Creamy Mami Song Special 2: Curtain Call (クリィミーマミ ソングスペシャル２ カーテンコール?) è il quarto OAV della serie, distribuito in Giappone il 1º febbraio 1986. In Italia è inedito.
La trama vede presentare i videoclip musicali delle quattro nuove canzoni di Creamy Mami e Megumi, intervallati da brevi scene animate: Mahō no sunadokei (魔法の砂時計?), sigla di apertura cantata da Takako Ōta, MA·WA·LE·MI·GI, sigla di chiusura cantata da Takako Ōta e Saeko Shimizu, Nagisa no Memory (渚のメモリー?), cantata da Saeko Shimizu e I Can't Say “Bye-Bye”, cantata da Takako Ōta.

## Trasmissioni e adattamenti nel mondo
L'anime è stato trasmesso, oltre che in Giappone e in Italia, anche in diversi Paesi in tutto il mondo. In Francia e in Spagna è stata trasmessa la stessa edizione mandata in onda in Italia, poiché le reti televisive La Cinq e Telecinco sono di proprietà di Fininvest; la sigla utilizzata da entrambe ha come base quella italiana, ma il testo tradotto ed è cantata da Valérie Barouille per la prima e da Sol Pilas per la seconda. Negli Stati Uniti, invece, venne pianificato un adattamento da Harmony Gold col titolo Pretty Creamy: the Perfect Pop Star, ma il progetto non vide mai la luce.
In alcune repliche italiane è stato saltato l'episodio 37 (Gli occhi di Marion), in cui viene toccato il tema del suicidio (anche se nella puntata in questione si tratta di uno scherzo effettuato verso la protagonista), andato in onda solo nella prima e in seguito ripristinato solo a partire dalla replica della stagione 1996/1997. In Giappone, la serie ha un target primario di riferimento costituito principalmente da un pubblico di bambine (come anche in Italia e negli altri paesi dove è stata trasmessa), tanto che nella madrepatria esiste anche la produzione di giocattoli e bambole orientata a tale target. Si era ritenuto che la puntata fosse guardabile da tale pubblico, idea che è riaffiorata anche in Italia con il suo ripristino nelle ultime messe in onda.
| Stato         | Canale/i televisivo | Data prima TV                    | Titolo                                                |
| ------------- | ------------------- | -------------------------------- | ----------------------------------------------------- |
| Corea del Sud | MBC, Tooniverse     | 27 luglio 1987 – 2 febbraio 1988 | Cheonsa sonyeo Saelom-i (천사소녀 새롬이?)            |
| Francia       | La Cinq             | 29 aprile 1988                   | Creamy, merveilleuse Creamy / Creamy, adorable Creamy |
| Hong Kong     | TVB                 | 7 gennaio – 19 marzo 1985        | Wǒ xì xiǎo jì lián (我係小忌廉S)                      |
| Spagna        | Telecinco           | 1992                             | El broche encantado                                   |
| Taiwan        | CTS                 |                                  | Mófǎ xiǎo tiānshǐ (魔法小天使S)                       |

## Influenza su altre opere
- Posi e Nega sono stati parodiati nell'OAV Otaku no video, dove Misty May ha due compagni chiamati Posi-king e Nega-king.